# Mèo cá
Mèo cá (danh pháp hai phần: Prionailurus viverrinus) là một loài mèo hoang cỡ vừa thuộc chi Prionailurus trong họ Mèo. Mèo cá phân bố ở Nam Á và Đông Nam Á. Năm 2008, IUCN xếp loài này vào nhóm loài bị đe dọa do chúng chỉ tập trung phân bố chủ yếu ở khu vực ngập nước. Loài này được mô tả bởi Bennett vào năm 1833. Trong thập kỷ qua, quần thể loài này ở phần lớn khu vực phân bố châu Á đã giảm sút nghiêm trọng. Giống như loài mèo báo có quan hệ gần, loài mèo cá sống dọc các sông, suối và đầm lầy. Chúng bơi giỏi và biết bắt các loại động vật nhỏ dưới nước.
Mèo cá trưởng thành dài khoảng từ 60–78 cm, đuôi dài khoảng 25 cm, thường sống trong những rừng cây ven sông, suối hoặc trong rừng ngập mặn. Chúng chủ yếu ăn tôm cá, ếch nhái, chuột,... Mèo cái mang thai trong 71 ngày.